# Ardisia violacea
Ardisia violacea là một loài thực vật có hoa trong họ Anh thảo. Loài này được (Suzuki) W.Z.Fang & K.Yao mô tả khoa học đầu tiên năm 1979.